# Mummucia mendoza
Mummucia mendoza är en spindeldjursart som beskrevs av Roewer 1934. Mummucia mendoza ingår i släktet Mummucia och familjen Mummuciidae. Inga underarter finns listade i Catalogue of Life.